# Ipiales
Ipiales è un comune della Colombia facente parte del dipartimento di Nariño.
Il centro abitato venne fondato da Lorenzo de Aldana nel 1539.

## Luoghi di interesse

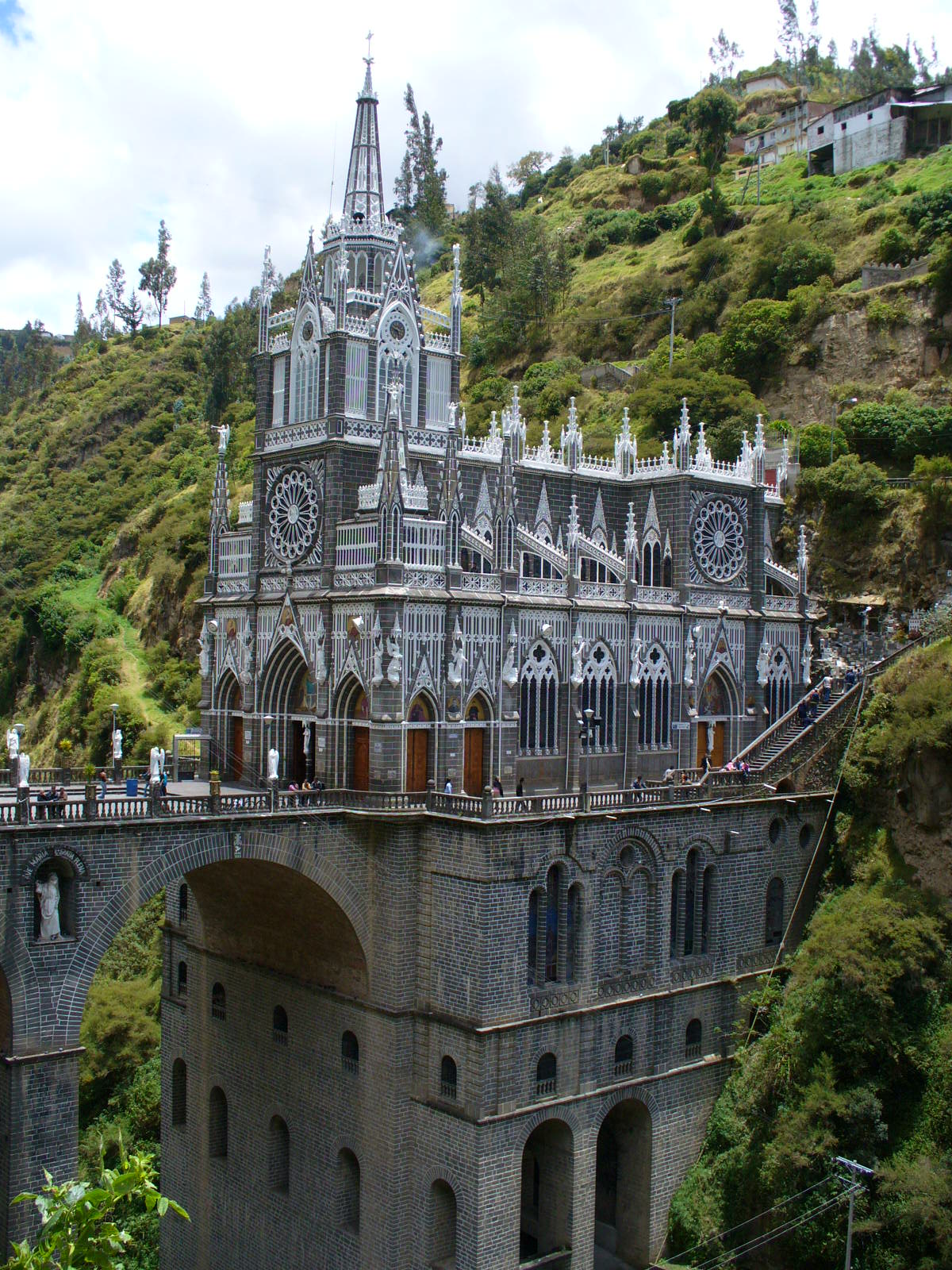
Il Santuario di Las Lajas.

A 7 km dai confini della città, nel villaggio di Las Lajas, è situato il Santuario di Las Lajas, costruita nel canyon del fiume Guaitara. Centro cattolico fin dal secolo XVIII è anche un sito turistico di richiamo internazionale.